# Mylabris plurivulnera
Mylabris plurivulnera is een keversoort uit de familie van oliekevers (Meloidae). De wetenschappelijke naam van de soort is voor het eerst geldig gepubliceerd in 1873 door Dohrn.